# Никольская церковь (Углец)

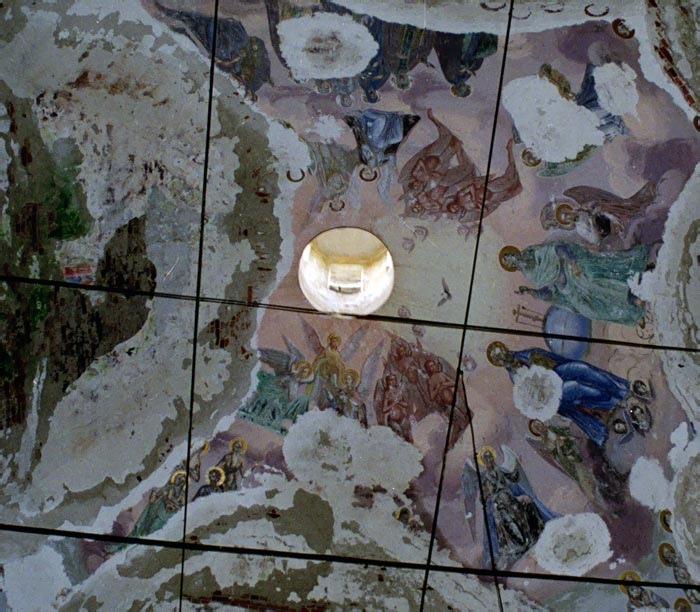
Роспись купола (июнь 2004)

Нико́льская це́рковь в уро́чище Углец (Церковь Николая Чудотворца) — православная церковь, была построена в 1815 году.
Находится в Вичугском районе Ивановской области в двух километрах от села Сошники.
По данным, опубликованным в 1863 году, существовали престолы: в славу Пресвятой Троицы, и в честь Святителя Николая и св. Пророка Илии. При храме существовала «каменная келья», а «в приходских селеньях две деревянные часовни».
Церковь заброшена, своды трапезной обрушились. Сохранились фрагменты росписи.
Углец — родина матери маршала Василевского. Надежда Ивановна (1872—1939) родилась в семье Иоанна Соколова, дьякона углецкой церкви.